# Orest Dubay
Orest Dubay (Veľká Poľana, 15 agosto 1919 – Bratislava, 2 ottobre 2005) è stato un grafico slovacco.

## Biografia
Dal 1939 al 1943 studiò al Dipartimento di disegno e pittura dell'Università tecnica slovacca di Bratislava. Nel 1948 accedette al posto di assistente alla cattedra di educazione artistica della facoltà di pedagogia dell'Università Comenio di Bratislava. Per lunghi anni, dal 1949 al 1984 insegnò all'Alta scuola di arti figurative di Bratislava, di cui fu rettore dal 1968 al 1971. Nel 1964 fu nominato membro onorario dell'Accademia delle arti del disegno di Firenze. Dalla moglie Anna Dubayová, nata Vyšná ebbe due figli: il pittore Orest, che si è dedicato anche alla computer grafica e Juraj, ingegnere e architetto.

## Opere
Appartiene agli esponenti più significativi della grafica slovacca del Dopoguerra. Dal 1959 espose in patria e all'estero. Nel 1980 ha pubblicato il ciclo Dvanásť grafík ("Dodici grafiche") con la casa editrice Tatran.
Si impegnò nell'Unione degli artisti e amici della grafica a partire dal 1948, nel Gruppo artistico 29 agosto, nel Club dei grafici e in altre associazioni. Dal 1943 espose le sue operein mostre collettive, dal 1959 anche in mostre individuali in patria e all'estero (Berlino, Budapest, Rostock, Baghdad, Düsseldorf, Il Cairo, Lipsia, Varna, Ulan Bator, Mosca, Firenze).
Nel 1989 donò una vasta collezione di opere al Museo del Vihorlat di Humenné.

## Riconoscimenti
Nel 1977 lo Stato gli conferì il titolo di artista nazionale.
Nello stesso anno ottenne il Gran premio alla Biennale di grafica slovacca di Banská Bystrica. Nel 1981 vinse ex aequo il premio per la grafica slovacca contemporanea alla stessa Biennale di grafica slovacca di Banská Bystrica.